# Chiesa di Santa Chiara (Acri)
La chiesa di Santa Chiara è un luogo di culto cattolico di Acri.

## Storia
Costruita intorno al 1420, dai padri Romitai Agostiniani, fu acquistata dal principe Luigi Sanseverino per realizzare il convento, che inizialmente veniva chiamato monastero di Santa Chiara dell'ordine dei cappuccini, detto delle Cappuccinelle e Poverelle di Gesù Cristo.
Molti furono i lavori per migliorare la struttura, come quelli condotti nell'anno 1724. Nel 1810 le truppe francesi invasero e distrussero il monastero, e alcune delle suore preferirono morire piuttosto che affrontare le loro sevizie. A seguito dell'accaduto il convento venne soppresso e venduto al comune, che vi realizzò la prima sede municipale cittadina.
La chiesa rimase invece proprietà ecclesiastica, ed è inclusa attualmente nella parrocchia facente parte della Basilica del Beato Angelo d'Acri.

## Architettura
Si ritrovano al suo interno ai lati dell'altare lapidi marmoree che raffigurano don Beniamino Parvolo e il vescovo Bonaventura Sculco, entrambi sepolti in quel luogo.